# Manal Al Dowayan

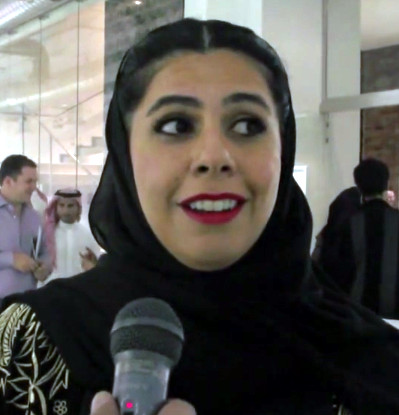
Manal Al Dowayan (2012)

Manal Al Dowayan (arabisch منال الضويان, DMG Manāl aḍ-Ḍawayān; geb. 1973 in Dhahran) ist eine zeitgenössische saudi-arabische Künstlerin. Weltweit bekannt wurde sie durch die Installation „Suspended Together“, die sie 2011 auf der 54. Biennale von Venedig im Rahmen der Ausstellung „Future of a Promise“ präsentierte. Ihre Arbeit umfasst viele Medien, neben den Installationen vor allem Fotografien. Inhaltlich konzentriert sie sich auf eine progressive Untersuchung und Kritik der Rolle der Frau in der saudischen Gesellschaft.

## Biographie
Al Dowayan wurde 1973 in Dhahran geboren, das in der Ostprovinz Saudi-Arabiens am Roten Meer liegt. Sie absolvierte ein Master-Studium in Systemanalyse und Design. Anschließend arbeitete sie bei einer Ölfirma, bevor sie sich ganz der künstlerischen Tätigkeit zuwandte. In dieser untersuchte sie in erster Linie persönliche und politische Fragen im Zusammenhang mit Frauenrechten im Spannungsfeld mit den ultrakonservativen saudi-arabischen Gesetze, die Frauen das Reisen und Autofahren oder das Aussprechen des Namens einer Frau in der Öffentlichkeit untersagten. Manal Al Dowayan lebt derzeit in London, England, wo sie an ihrem Master in zeitgenössischer Kunstpraxis im öffentlichen Raum am Royal College of Art in London arbeitet.

### Fotografie
Al Dowayans frühe Arbeiten bestehen hauptsächlich aus Schwarzweißfotografien, darunter sind Bilder aus ihrer Sammlung „I AM“, „Drive-By Shootings“ und „Nostalgia Carries Us“. Die Kollektion „I Am“ aus dem Jahr 2005 wurde von einer Rede inspiriert, die König Abdullah Al Saud bei seiner Thronbesteigung 2005 hielt und in der er die Bedeutung der Beteiligung von Frauen beim Aufbau und der Bereicherung der saudischen Gesellschaft betonte. Seine Aussagen wurde von Kritikern auf vielfältige Weise sowohl für als auch gegen Frauenrechte interpretiert. Al Dowayan ließ sich von seiner Rede dazu inspirieren, die Frauen zu fotografieren, von denen sie glaubte, dass der König sie meinte – von Ingenieurinnen über Mütter bis hin zu Wissenschaftlerinnen. Ihre Serie förderte die Sichtbarkeit und Bedeutung saudi-arabischer Frauen. Ihre Fotografien aus der Sammlung „Drive-By Shootings“ (2011) zeigen die Schwierigkeiten, mit denen Künstlerinnen in Saudi-Arabien durch die starken Einschränkungen der Bewegungsfreiheiten in der Öffentlichkeit konfrontiert sind. Als Frau durfte Al-Dowayan aufgrund des religiös begründeten Fahrverbots nicht Auto fahren, ließ sich aber von einem Mann fahren, während sie vom Beifahrersitz aus fotografierte. Die daraus resultierenden unscharfen Bilder unterstreichen, dass sie nicht einfach aus dem Auto steigen kann, um ihre Kunst zu schaffen, sondern als Teil ihres kreativen Prozesses gesetzeskonformes Verhalten an den Tag legen muss.

### Installationen

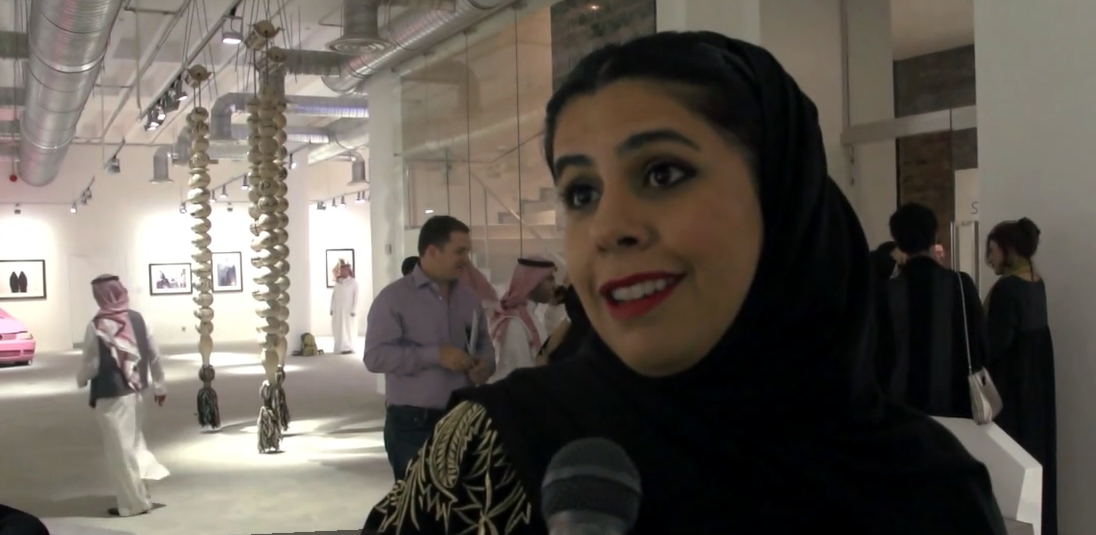
Manal Al Dowayan in der Ausstellung SoftPower (2012)

2012 wurde Al Dowayans Installationsarbeit in der Edge of Arabia-Show „We Need to Talk“ in Dschidda gezeigt. Die Show betonte die Notwendigkeit progressiver Reformen in Saudi-Arabien aus der Sicht von Künstlern. Die Ausstellung war die bis dahin größte Ausstellung zeitgenössischer saudischer Künstler und präsentierte erstmals in bei dissidente künstlerische Ausdrucksformen. Al Dowayans Arbeit „Esmi My Name“ zeigte überlebensgroße hölzerne Sorgenperlen mit den Namen von Frauen, die darauf gemalt waren und an Wollseilen hingen, die von Beduinen-Frauen gewebt wurden. Sie bearbeitete damit ein in Saudi-Arabien verbreitetes Tabu, den Namen einer Frau in der Öffentlichkeit auszusprechen, wodurch saudische Frauen in Vergessenheit geraten und ihnen nach Ansicht Al Dowayans ihre einzigartige Identität genommen wird.
Al Dowayans Schaffen versucht generell, die Rolle und Behandlung der Frau in der saudischen Gesellschaft zu hinterfragen und zu verändern. Zu ihren bekanntesten Werken gehört „Suspended Together“ (2011), eine Serie von 200 weißen von der Decke hängenden Fiberglastauben. Auf jeder Taube, einem traditionellen Symbol der Freiheit, ist eine Reiseerlaubnis abgebildet, wie sie für alle saudischen Frauen vorgeschrieben ist, um reisen zu dürfen. Das Zertifikat muss von ihrem ernannten männlichen Vormund ausgestellt und unterschrieben sein, sei es ihr Vater, Bruder oder Ehemann. Die Zertifikate, die Al Dowayan reproduzieren wollte, wurden ihr von verschiedenen saudischen Frauen zugeschickt. Die Zertifikate sind zwischen sechs Monaten und sechzig Jahren alt und dokumentieren eine Geschichte der eingeschränkten Rechte der Frauen. Al Dowayan beschreibt das Werk: „In dieser Installation aus Tauben untersuche ich das Konzept der schwebenden Bewegung. Viele führende Frauen aus Saudi-Arabien, wunderbare Wissenschaftlerinnen, Pädagoginnen, Ingenieurinnen, Künstlerinnen und Führungspersönlichkeiten haben ihre Papiere gespendet, um sie in dieses Kunstwerk aufzunehmen. Diese Frauen betreten Neuland und leisten etwas für ihre Gesellschaft, aber wenn es ums Reisen geht, werden sie immer noch ‚wie ein Schwarm schwebender Tauben‘ behandelt.“
Al Dowayans Werk „O'Sister“ (2021) entstand zur Feier der 2017 in Saudi-Arabien erlangten vollen Bürgerrechte für Frauen. Das Werk verwendet Texte aus Büchern, die in den 1990er Jahren von der saudischen Religionsgemeinschaft veröffentlicht wurden und die Frauen vorschrieben, wie sie sich in der Öffentlichkeit zu verhalten haben.
Al Dowayans Werke wurden unter anderem im British Museum, im Los Angeles County Museum of Art (LACMA), im New Yorker Guggenheim Museum und im Arabischen Museum für moderne Kunst in Katar ausgestellt.

## Ausstellungen
Al-Dowayans Arbeiten wurden in zahlreichen Ausstellungen gezeigt. International bekannt wurde sie 2011 durch die Installation „Suspended Together“ auf der 54. Biennale von Venedig, die in der Home Ground Exhibition der Barjeel Art Foundation im Jahr 2011 in der „Soft Power“-Ausstellung 2012 im Alan Art Center in Riad, Saudi-Arabien, der „Journey of Belonging“ 2013, einer Einzelausstellung in der Athr Gallery in Dschidda, Saudi-Arabien, den „100 Meisterwerken moderner und zeitgenössischer arabischer Kunst“ 2017 in Paris, Frankreich, sowie in der Biennale 2014 in USA in Houston, der P.3: Prospect New Orleans USA Biennial 2015 „Notes For Now“ und der Biennale von Venedig in der Ausstellung „Future of a Promise“.

## Veröffentlichungen
- Manal Al Dowayan: Home Ground Contemporary Art from the Barjeel Art Foundation. Aga Khan Museum, Kanada 2015, ISBN 978-1-926473-05-5 (englisch).
- Manal Al Dowayan: Color and Line - The Naqvi Collection. ISBN 978-9948-18-110-1 (englisch).
- Manal Al Dowayan: Hitting the Road (Driving) - The Forecast Issue: A View Beyond The Horizon. In: The Monocle Magazine Issue 07. 2018 (englisch).
- Manal Al Dowayan: I Am. In: Studies in Social Justice Journal. Dezember 2017 (englisch).
- Manal Al Dowayan: Imperfect Chronology: Arab Art from the Modern to the Contemporary - Works from the Barjeel Foundation. Hrsg.: Omar Kholeif, Candy Stobbs. Whitechapel Gallery, London 2015, ISBN 978-3-7913-5485-9 (englisch).
- Manal Al Dowayan: Do It. Hrsg.: Hans Ulrich Obrist, Hoor AlQassimi. Sharjah Art Foundation, 2016, ISBN 978-9948-446-72-9 (arabisch).

## Auszeichnungen
- 2014 Arab Women Awards in Art[12]
- 2019 Nennung als eine der 100 Women auf der Liste der BBC[13]
- 2023 Nominierung für den Richard Mille Art Prize[14]